# Манул
Ману̀лът (Otocolobus manul) е средно голям вид хищник от семейство Коткови (Felidae), отделян в самостоятелен род "Otocolobus" (от гръцки: "oto" – ухо и "kολοβός" – скъсен, незавършен, липсващ; се превежда като "Късоух"). Наричан е още Па̀ласова котка в чест на описалия го естественик Петер Симон Палас.

## Физическа характеристика
Манулът е средно голяма котка, достигаща на дължина 52 – 67 cm без опашката (22 – 29 cm). Теглото му е от 2 до 5 kg. Има едро, набито тяло с къси крайници. Главата му е сравнително малка и широка, с къси, заоблени уши, разположени странично. Очите са големи, обли и жълти. Козината му е гъста и плътна, с дължина на косъма около 6 cm. Окраската му е сиво-жълтеникава до сребриста с ръждив оттенък и е изпъстрен с тъмни петна и ивици. Бузите и пухкавата опашка са раирани в черно.

## Разпространение
Манулът се среща в степни райони до 4000 m надморска височина от източните брегове на Каспийско море до Монголия, Китай и Тибет, както и по крайбрежието на езерото Байкал. Обитава високи плата, равнини, поречията на реки и планински степи.

### Подвидове
- Felis manul manul, Монголия и Западен Китай
- Felis manul ferruginea, от Армения и Иран до Пакистан и Казахстан на север
- Felis manul nigripecta, Кашмир, Непал, Тибет

## Начин на живот и хранене
Активен е предимно нощем, като през деня си почива в малки пещери. Храни се с дребни бозайници (тушканчици, пики и др.) и птици.

## Размножаване
Размножителният период на манула е през март – април. След около 2 месеца бременност женската ражда 3 – 5 малки.

## Допълнителни сведения
Според някои учени манулът е взел участие във формирането на дългокосместите породи домашни котки.

## Природозащитен статус
Манулът е вписан в Червения списък на световнозастрашените видове на IUCN като потенциално застрашен вид.